# Белоушка
Белоушка или барска змија (лат. Natrix natrix) је врста неотровне змије која припада фамилији Colubridae и потфамилији Aglypha. Искључиво је карнивор, углавном се храни водоземцима. Реч natrix потиче од латинских речи nare или natare, што значи пливати.

## Опис
Иза главе, са сваке стране има по једну светлу мрљу, полумесечастог облика. Глава је заобљена. Боја тела јако варира, углавном је горња страна сива са мањим црним мрљама, док је доња бела, такође са црним мрљама. Постоји и потпуно црни варијетет. Највећа максимална дужина износи 2 метра, али је најчешће дуга од 1 до 1,5 метар. Младунци су након излегања дугачки од 14 до 22 cm. Када је узнемирена, често сикће и напада затворених уста, веома ретко уједа. Уколико осети да је смртно угрожена прави се мртва тако што се изврне на леђа и отвори уста. Такође из клоакалних жлезда избацује секрет непријатног мириса.

## Станиште, екологија и распрострањење
Ова змија се обично налази на влажним местима, као што су влажне ливаде, око стајаће воде и дуж обала потока. Понекад се налази далеко од било које стајаће воде и често се може наћи у шумским екосистемима. Толерантна је према јако модификованим површинама где су присутни одговарајући извори воде и може да живи у домаћим баштама и урбаним парковима. 
Ова врста добро плива и обично се храни рибама и водоземцима. Такође једе младе птице и мале сисаре. Веће женке могу да положе до 100 јаја (али обично мање) током jуна и jула. Младе женке Natrix helvetica полажу око 10 јаја, што је вероватно случај и за ову врсту.
Ова врста се широко простире кроз Палеарктички регион, са западном границом домета у источној Немачкој и Швајцарској где се јавља симпатично са Natrix helvetica. Не постоји у северној Скандинавији и на Криту (Грчка). Протеже се кроз европске и азијске делове Русије на исток до Казахстана (где се јавља кроз северну половину земље, на југ приближно до северне границе са Каспијским морем), такође у Туркменистану (долина реке Атрек и канал који повезује Малое Делили са Каспијским морем ), Кини и северној Монголији. Јавља се на Кипрз, у већем делу Турске, на Кавказу и у северозападној Сирији (познато само са неколико локалитета где је веома ретко). Познати су такође и изоловани, појединачни записи на Криму (Украјина). У Ирану је забележена у провинцији Мазандаран, провинцији Гхилан, провинцији Источни Азербејџан и централној провинцији. 
Простире се од нивоа мора до 3.060m надморске висине.

## Биологија
Доминантно се храни жабама, поред тога пуноглавци, мрмољци и ситне рибе се могу наћи на јеловнику ове врсте змије. Понекад, али ретко, може појести ситне сисаре, као што су мишеви и мање птице. Храни се и даждевњацима које лови у потоку. Активна је током целог дана. Спада у веома хитре змије. Воли и да плива, може да остане под водом и до 30 минута. Лови тако што се прикрада или јури свој плен. Младунци се углавном хране пуноглавцима и бескичмењацима.
У сезони парења мужјаци се удварају женкама, некада се и више мужјака (чак до 22) удвара једној женки, па они заједно праве „клупко”. Копулација може трајати два до три сата. Женка јаја носи 2-5 недеља, након чега полаже од 2 до 105 јаја, углавном око 30 и полаже их на неком топлом и влажном месту. Јаја полаже у рупе других животиња, испод камења, у деблима, а за белоушку је карактеристично да полаже јаја у компосту, гомили лишћа или у другом нагомиланом биљном материјалу, јер труљење ослобађа топлоту потребну за развој младунаца. Јаја су обмотана меканом опном и често међусобно слепљена. Инкубација траје 6 до 10 недеља. Постоји веровање да ова јаја имају чудотворне особине, а називају се „петлова јаја“.
Зимски сан проводи од новембра до краја марта или почетка априла. 
Животни век је до 28 година.

## Угроженост и заштита
Локално је угрожена у деловима свог ареала због загађења воде које утиче на популације плена (углавном водоземаца), исушивања мочварних станишта и генерално пољопривреде. Сматра се да су неке подврсте угрожене. Као и код многих змија, ову врсту људи углавном прогоне. Убиство на путевима је претња у многим областима и фрагментација станишта кроз развој. Ископавање, посебно злата, представља главни извор загађења воде у монголском подручју. 
N. n. natrix је категорисан као угрожен у Швајцарској, а N. n. scutata се сматра скоро угроженим у Монголији, на ивицама свог подручја.